# Голубов, Александр Авраамович
Александр Авраамович Голубов (род. 1 февраля 1960, Гомель) — профессор факультета наук и технологий университета Твенте (Нидерланды). В область его научных интересов входит изучение физики конденсированного состояния, в частности, транспортных и высокочастотных свойств сверхпроводников, эффектов близости и Джозефсона, квантовых процессов в электронных и магнитных устройствах. Опубликовал более 380 статей в рецензируемых журналах с общим количеством цитирований более 14000 и индексом Хирша = 56.

## Биография
Александр Голубов родился в Гомеле в 1960 году. В 1977 году окончил «Среднюю школу № 11» г. Гомеля по физико-математическому профилю.
В 1983 году окончил физико-химический факультет Московского государственного института стали и сплавов на кафедре теоретической физики под руководством лауреата Нобелевской премии Алексея Абрикосова.
В 1987 году защитил кандидатскую диссертацию в Институте физики твёрдого тела РАН в Черноголовке, затем работал научным сотрудником в этом институте. В 1997 году получил получил научную степень доктора физико-математических наук.
В 1990—1991 годах работал постдоком в Департаменте физики в Рейнско-Вестфальском техническом университете Ахена, Германия, а в 1995—1996 годах работал приглашённым научным сотрудником в Юлихском исследовательском центре (FA) , Германия.
С 1997 года по настоящее время Александр Голубов является профессором факультета науки и технологий Университета Твенте в Нидерландах.
В 2014 году выиграл мегагрант конкурса на создание новой лаборатории в Московском физико-техническом институте для исследования топологических квантовых явлений в сверхпроводящих системах. Лаборатория является частью Центра перспективных методов мезофизики и нанотехнологий. Цель проекта — получение научных результатов мирового уровня в исследовании топологических квантовых явлений в контактах сверхпроводников с полупроводниковыми и ферромагнитными наноструктурами.
С 2018 года партнёр проекта «СПИНТЕХ», который поддерживается Европейским Союзом. Целью проекта «СПИНТЕХ» является повышение научного мастерства и инновационного потенциала в области спинтроники, особенно в разработке передовых технологий для разработки и производства сверхпроводящих спиновых клапанов.
В 2021 году Александр Голубов был избран действительным членом Американского физического общества (APS).
Имеет более 500 публикаций на ResearchGate.net.

## Членство и награды
- Член Американского физического общества (APS)[10]
- Победитель конкурса «Мегагрант» от правительства России (2014—2018)[11] «Топологические квантовые явления в сверхпроводящих структурах»[12]
- Координатор проекта «СПИНТЕХ», получившего финансирование от исследовательской и инновационной программы Европейского Союза Horizon 2020 по грантовому соглашению № 810144 (2018—2022)[13]
- Выдающийся рецензент APS Journals (2014) и Europhysics Letters (2015)[14]
- Член Экспертного совета журнала «Сверхпроводящая наука и технологии».[15]

## Избранные публикации
- V.V.Ryazanov, A.V.Veretennikov, V.A.Oboznov, A.Y.Rusanov, A.A.Golubov, and J.Aarts. ‘Coupling of two superconductors through a ferromagnet: Evidence for a pi-junction’. Phys. Rev. Lett. 86, 2427 (2001).[16]
- A.A. Golubov, M. Yu. Kupriyanov, and E. Il’ichev. ‘The current-phase relation in Josephson junctions’. Review of Modern Physics 76, 411 (2004).[17]
- J. Kortus, O. V. Dolgov, R. K. Kremer, and A. A. Golubov. ‘Band Filling and Interband Scattering Effects in MgB2: Carbon versus Aluminum Doping’. Phys. Rev. Lett. 94, 027002 (2005).[18]
- A.E. Koshelev and A. A. Golubov. ‘Why magnesium diboride is not described by anisotropic Ginzburg-Landau theory’. Phys. Rev. Lett. 92, 107008 (2004).[19]
- Y.Tanaka and A.A.Golubov,’Theory of the proximity effect in junctions with unconventional superconductors’, Phys. Rev. Lett. 98, 037003 (2007).[20]
- Y.Asano, Y. Tanaka, and A. A. Golubov, ‘Josephson Effect due to Odd-Frequency Pairs in Diffusive Half Metals’, Phys. Rev. Lett. 98, 107002 (2007).[21]
- L. Boeri, O.V. Dolgov, and .A.A. Golubov, ‘Is LaO1-xFxFeAs an electron-phonon superconductor ?’, Phys. Rev. Lett. 101, 026403 (2008).[22]
- A. A. Golubov, A. Brinkman, Yukio Tanaka, I. I. Mazin, and O. V. Dolgov, ‘Andreev Spectra and Subgap Bound States in Multiband Superconductors’, Phys. Rev. Lett. 103, 077003 (2009).[23]
- N. Poccia, T.I. Baturina, F. Coneri, C.G. Molenaar, X.R. Wang, G. Bianconi, A. Brinkman, H. Hilgenkamp, A.A. Golubov, and Valerii M. Vinokur, ‘Critical behavior at a dynamic vortex insulator-to-metal transition’, Science 349, 1203 (2015)[24]
- A.A. Golubov and M.Yu.Kupriyanov, «Controlling magnetism», Nature Materials 16, 156 (2017)[25]
- V.S. Stolyarov, T. Cren, C. Brun, I.A. Golovchanskiy, O.A. Skryabuna, D.I. Kasatonov, M.M. Khapaev, A.A. Golubov, D. Roditchev, «Expansion of a superconducting vortex core into a diffusive metal», Nature Communications 9, 2277 (2018)[26]
- C. Li, J. C. de Boer, B. de Ronde, S. V. Ramankutty, E. van Heumen, Y. Huang, Anne de Visser, Alexander A. Golubov, Mark S. Golden, Alexander Brinkman, «4π-periodic Andreev bound states in a Dirac semimetal», Nature Materials 17, 875 (2018)[27]
- Chuan Li, Bob de Ronde, Jorrit de Boer, Joost Ridderbos, Floris Zwanenburg, Yingkai Huang, Alexander Golubov, and Alexander Brinkman /. «Zeeman-Effect-Induced 0−π Transitions in Ballistic Dirac Semimetal Josephson Junctions», Phys. Rev. Lett.123, 026802 (2019)[28]
- P. Schüffelgen , D. Rosenbach, C. Li, T. W. Schmitt, G. Mussler, E. Berenschot, N. Tas, A. A. Golubov , A. Brinkman, Th. Schäpers and D. Grützmacher, ‘Selective area growth and stencil lithography for in situ fabricated quantum devices’, Nature Nanotechnology 14, 82 (2019)[29]